# Huitième circonscription de Paris de 1958 à 1986
Pour les articles homonymes, voir Huitième circonscription de Paris de 1988 à 2012 et Huitième circonscription de Paris depuis 2012.
De 1958 à 1986, la huitième circonscription législative de Paris recouvrait l'intégralité du 10e arrondissement de la capitale. Cette délimitation s'est appliquée aux sept premières législatures de la Cinquième République française. De 1958 à 1967, elle se confond avec la 8e circonscription de la Seine.

## Députés élus
| Législature | Début de mandat | Fin de mandat  | Député               |  | Parti politique | Observations                                                       |
| ----------- | --------------- | -------------- | -------------------- |  | --------------- | ------------------------------------------------------------------ |
| Ire         | 9 décembre 1958 | 9 octobre 1962 | Jean-Charles Lepidi  |  | UNR             | mandat écourté à la suite d'une dissolution du général de Gaulle   |
| IIe         | 6 décembre 1962 | 2 avril 1967   | Jean-Charles Lepidi  |  | UNR-UDT         |                                                                    |
| IIIe        | 3 avril 1967    | 30 mai 1968    | Jean-Charles Lepidi  |  | UD-Ve           | mandat écourté à la suite d'une dissolution du général de Gaulle   |
| IVe         | 11 juillet 1968 | 1er avril 1973 | Claude-Gérard Marcus |  | UDR             |                                                                    |
| Ve          | 2 avril 1973    | 2 avril 1978   | Claude-Gérard Marcus |  | UDR             |                                                                    |
| VIe         | 3 avril 1978    | 22 mai 1981    | Claude-Gérard Marcus |  | RPR             | mandat écourté à la suite d'une dissolution de François Mitterrand |
| VIIe        | 2 juillet 1981  | 1er avril 1986 | Claude-Gérard Marcus |  | RPR             |                                                                    |

En 1985, le président de la République François Mitterrand changea le mode de scrutin des députés en établissant le scrutin proportionnel par département. Le nombre de députés du département de Paris fut ramené de 31 à 21 et les circonscriptions furent supprimées au profit du département.

## Évolution de la circonscription
En 1986, cette circonscription a simplement changé de numérotation pour former la nouvelle « cinquième circonscription ».

### Élections de 1958
| Candidat                         | Candidat                | Parti          | Premier tour | Premier tour | Second tour | Second tour |  |
| Candidat                         | Candidat                | Parti          | Voix         | %            | Voix        | %           |  |
| -------------------------------- | ----------------------- | -------------- | ------------ | ------------ | ----------- | ----------- |  |
|                                  | Jean-Louis Vigier       | CNIP           | 18 463       | 29,88        | 21 656      | 36,26       |  |
|                                  | Jean-Charles Lepidi élu | UNR            | 16 617       | 26,89        | 22 849      | 38,26       |  |
|                                  | Clément Baudoin         | PCF            | 12 840       | 20,78        | 15 220      | 25,48       |  |
|                                  | Antoine Ours dit Rossi  | SFIO           | 6 308        | 10,21        | Retrait     | Retrait     |  |
|                                  | Brigitte Servan-Gros    | UFD            | 3 972        | 6,43         | Retrait     | Retrait     |  |
|                                  | Jacques Trotte          | Modérés        | 2 649        | 4,29         |             |             |  |
|                                  | Maurice Mazuel          | UFF            | 950          | 1,54         |             |             |  |
|                                  |                         |                |              |              |             |             |  |
| Inscrits                         | Inscrits                | Inscrits       | 82 499       | 100,00       | 81 581      | 100,00      |  |
| Abstentions                      | Abstentions             | Abstentions    | 19 357       | 23,46        | 20 538      | 25,17       |  |
| Votants                          | Votants                 | Votants        | 63 142       | 76,54        | 61 043      | 74,83       |  |
| Blancs et nuls                   | Blancs et nuls          | Blancs et nuls | 1 343        | 2,13         | 1 318       | 2,16        |  |
| Exprimés                         | Exprimés                | Exprimés       | 61 799       | 97,87        | 59 725      | 97,84       |  |
| Source : Data.gouv.fr et CEVIPOF |                         |                |              |              |             |             |  |

Le suppléant de Jean-Charles Lepidi était Jean Bidault.

### Élections de 1962
| Candidat                         | Candidat                          | Parti          | Premier tour | Premier tour | Second tour | Second tour |  |
| Candidat                         | Candidat                          | Parti          | Voix         | %            | Voix        | %           |  |
| -------------------------------- | --------------------------------- | -------------- | ------------ | ------------ | ----------- | ----------- |  |
|                                  | Jean-Charles Lepidi sortant réélu | UNR-UDT        | 22 684       | 46,68        | 28 396      | 61,37       |  |
|                                  | Catherine Lagatu                  | PCF            | 11 585       | 23,84        | 17 871      | 38,63       |  |
|                                  | Georges Hirsch                    | SFIO           | 4 742        | 9,76         | Retrait     | Retrait     |  |
|                                  | Jacques Dominati                  | CNIP           | 4 628        | 9,52         | Retrait     | Retrait     |  |
|                                  | Maurice Combes                    | PSU            | 2 634        | 5,42         | Retrait     | Retrait     |  |
|                                  | Jean Carlier                      | Modérés        | 2 323        | 4,78         |             |             |  |
|                                  |                                   |                |              |              |             |             |  |
| Inscrits                         | Inscrits                          | Inscrits       | 73 122       | 100,00       | 73 039      | 100,00      |  |
| Abstentions                      | Abstentions                       | Abstentions    | 23 558       | 32,22        | 23 919      | 32,75       |  |
| Votants                          | Votants                           | Votants        | 49 564       | 67,78        | 49 120      | 67,25       |  |
| Blancs et nuls                   | Blancs et nuls                    | Blancs et nuls | 968          | 1,95         | 2 853       | 5,81        |  |
| Exprimés                         | Exprimés                          | Exprimés       | 48 596       | 98,05        | 46 267      | 94,19       |  |
| Source : Data.gouv.fr et CEVIPOF |                                   |                |              |              |             |             |  |

Le suppléant de Jean-Charles Lepidi était Jacques Trotté.

### Élections de 1967
| Candidat                         | Candidat                          | Parti                     | Premier tour | Premier tour | Second tour | Second tour |  |
| Candidat                         | Candidat                          | Parti                     | Voix         | %            | Voix        | %           |  |
| -------------------------------- | --------------------------------- | ------------------------- | ------------ | ------------ | ----------- | ----------- |  |
|                                  | Jean-Charles Lepidi sortant réélu | UD-Ve                     | 23 486       | 45,49        | 26 486      | 55,75       |  |
|                                  | Catherine Lagatu                  | PCF                       | 13 241       | 25,64        | 21 020      | 44,25       |  |
|                                  | Jean-Pierre Lataste               | CD (PDM)                  | 5 439        | 10,53        |             |             |  |
|                                  | Janette Brutelle-Duba             | FGDS (SFIO)               | 5 302        | 10,27        |             |             |  |
|                                  | Roger Noulé                       | PSU                       | 3 295        | 6,38         |             |             |  |
|                                  | M. Lakhdari                       | Modérés                   | 568          | 1,1          |             |             |  |
|                                  | M. Tammann                        | Divers droite (Gaulliste) | 301          | 0,58         |             |             |  |
|                                  |                                   |                           |              |              |             |             |  |
| Inscrits                         | Inscrits                          | Inscrits                  | 65 511       | 100,00       | 65 465      | 100,00      |  |
| Abstentions                      | Abstentions                       | Abstentions               | 12 972       | 19,8         | 15 604      | 23,84       |  |
| Votants                          | Votants                           | Votants                   | 52 539       | 80,2         | 49 861      | 76,16       |  |
| Blancs et nuls                   | Blancs et nuls                    | Blancs et nuls            | 907          | 1,73         | 2 355       | 4,72        |  |
| Exprimés                         | Exprimés                          | Exprimés                  | 51 632       | 98,27        | 47 506      | 95,28       |  |
| Source : Data.gouv.fr et CEVIPOF |                                   |                           |              |              |             |             |  |

Le suppléant de Jean-Charles Lepidi était Claude-Gérard Marcus, directeur de galerie, conseiller municipal de Paris, conseiller général de la Seine.

### Élections de 1968
| Candidat                         | Candidat                 | Parti          | Premier tour | Premier tour | Second tour | Second tour |  |
| Candidat                         | Candidat                 | Parti          | Voix         | %            | Voix        | %           |  |
| -------------------------------- | ------------------------ | -------------- | ------------ | ------------ | ----------- | ----------- |  |
|                                  | Claude-Gérard Marcus élu | UDR (URP)      | 18 465       | 38,95        | 23 073      | 51,85       |  |
|                                  | Catherine Lagatu         | PCF            | 9 838        | 20,75        | 14 046      | 31,56       |  |
|                                  | Jean-Pierre Lataste      | CD (PDM)       | 6 683        | 14,1         | 7 381       | 16,59       |  |
|                                  | Xavier de La Fournière   | RI             | 4 612        | 9,73         |             |             |  |
|                                  | Roger Noulé              | PSU            | 3 751        | 7,91         |             |             |  |
|                                  | Janette Brutelle-Duba    | FGDS (SFIO)    | 3 645        | 7,69         |             |             |  |
|                                  | René Bon                 | TD             | 408          | 0,86         |             |             |  |
|                                  |                          |                |              |              |             |             |  |
| Inscrits                         | Inscrits                 | Inscrits       | 61 729       | 100,00       | 61 734      | 100,00      |  |
| Abstentions                      | Abstentions              | Abstentions    | 13 823       | 22,39        | 16 714      | 27,07       |  |
| Votants                          | Votants                  | Votants        | 47 906       | 77,61        | 45 020      | 72,93       |  |
| Blancs et nuls                   | Blancs et nuls           | Blancs et nuls | 504          | 1,05         | 520         | 1,16        |  |
| Exprimés                         | Exprimés                 | Exprimés       | 47 402       | 98,95        | 44 500      | 98,84       |  |
| Source : Data.gouv.fr et CEVIPOF |                          |                |              |              |             |             |  |

Le suppléant de Claude-Gérard Marcus était Léon Cros, administrateur de biens, conseiller de Paris.

### Élections de 1973
| Candidat                         | Candidat                           | Parti                | Premier tour | Premier tour | Second tour | Second tour |  |
| Candidat                         | Candidat                           | Parti                | Voix         | %            | Voix        | %           |  |
| -------------------------------- | ---------------------------------- | -------------------- | ------------ | ------------ | ----------- | ----------- |  |
|                                  | Claude-Gérard Marcus sortant réélu | UDR (URP)            | 15 095       | 35,71        | 22 714      | 56,81       |  |
|                                  | Alain Lhostis                      | PCF                  | 8 389        | 19,84        | 17 268      | 43,19       |  |
|                                  | Gérard Cuénot                      | PS (UGSD)            | 7 727        | 18,28        | Retrait     | Retrait     |  |
|                                  | Jean Romanetti                     | CNIP (MR)            | 6 209        | 14,69        | Retrait     | Retrait     |  |
|                                  | Raymond Sarembaud                  | PSU                  | 1 421        | 3,36         |             |             |  |
|                                  | Hubert Kohler                      | FN                   | 1 068        | 2,53         |             |             |  |
|                                  | Alain Lenne                        | Divers droite (ARIL) | 902          | 2,13         |             |             |  |
|                                  | Gérard Gaudin                      | LO                   | 897          | 2,12         |             |             |  |
|                                  | Lydie Casini                       | Divers droite (FP)   | 205          | 0,48         |             |             |  |
|                                  | André Vici                         | Divers droite (PLF)  | 191          | 0,45         |             |             |  |
|                                  | M. Jamet-Rousseau                  | Divers gauche (IG)   | 170          | 0,40         |             |             |  |
|                                  |                                    |                      |              |              |             |             |  |
| Inscrits                         | Inscrits                           | Inscrits             | 55 246       | 100,00       | 55 247      | 100,00      |  |
| Abstentions                      | Abstentions                        | Abstentions          | 12 332       | 22,32        | 12 941      | 23,42       |  |
| Votants                          | Votants                            | Votants              | 42 914       | 77,68        | 42 306      | 76,58       |  |
| Blancs et nuls                   | Blancs et nuls                     | Blancs et nuls       | 640          | 1,49         | 2 324       | 5,49        |  |
| Exprimés                         | Exprimés                           | Exprimés             | 42 274       | 98,51        | 39 982      | 94,51       |  |
| Source : Data.gouv.fr et CEVIPOF |                                    |                      |              |              |             |             |  |

Léon Cros était le suppléant de Claude-Gérard Marcus.

### Élections de 1978
| Candidat       | Candidat                           | Parti                          | Premier tour | Premier tour | Second tour | Second tour |  |
| Candidat       | Candidat                           | Parti                          | Voix         | %            | Voix        | %           |  |
| -------------- | ---------------------------------- | ------------------------------ | ------------ | ------------ | ----------- | ----------- |  |
|                | Claude-Gérard Marcus sortant réélu | RPR                            | 17 322       | 42,51        | 23 535      | 57,00       |  |
|                | Jérôme Clément                     | PS                             | 8 306        | 20,39        | 17 758      | 43,00       |  |
|                | Alain Lhostis                      | PCF                            | 7 172        | 17,60        | Retrait     | Retrait     |  |
|                | Patrice Renault                    | UDF (PR)                       | 2 861        | 7,02         |             |             |  |
|                | Chantal Mamou-Mani                 | Écologie 78                    | 1 508        | 3,70         |             |             |  |
|                | Chantal Labat-Gest                 | PSU (FA)                       | 808          | 1,98         |             |             |  |
|                | Alain Suss                         | Divers droite (RUC)            | 585          | 1,44         |             |             |  |
|                | Éric Bousquet                      | FN                             | 405          | 0,99         |             |             |  |
|                | Patrick Moisan                     | LCR (PSPT)                     | 338          | 0,83         |             |             |  |
|                | Christian Prior                    | LO                             | 325          | 0,80         |             |             |  |
|                | Christian Mouquet                  | PFN                            | 321          | 0,79         |             |             |  |
|                | Gaston Habib                       | PSD                            | 300          | 0,74         |             |             |  |
|                | Hector-Guy Henninot                | Divers droite (Classe moyenne) | 250          | 0,61         |             |             |  |
|                | Michel Palmen                      | Divers droite (UNMP)           | 244          | 0,60         |             |             |  |
|                |                                    |                                |              |              |             |             |  |
| Inscrits       | Inscrits                           | Inscrits                       | 53 880       | 100,00       | 53 880      | 100,00      |  |
| Abstentions    | Abstentions                        | Abstentions                    | 12 893       | 23,93        | 11 744      | 21,8        |  |
| Votants        | Votants                            | Votants                        | 40 987       | 76,07        | 42 136      | 78,2        |  |
| Blancs et nuls | Blancs et nuls                     | Blancs et nuls                 | 242          | 0,59         | 843         | 2           |  |
| Exprimés       | Exprimés                           | Exprimés                       | 40 745       | 99,41        | 41 293      | 98          |  |

Léon Cros, conseiller de Paris, conseiller régional d'Ile-de-France, était le suppléant de Claude-Gérard Marcus.

### Élections législatives de 1981
|                       | Claude-Gérard Marcus sortant réélu | RPR (UNM)            | 15 835 | 50,13  |  |  |  |
|                       | André Mandel                       | PS                   | 10 656 | 33,73  |  |  |  |
|                       | Alain Lhostis                      | PCF                  | 3 292  | 10,42  |  |  |  |
|                       | Chantal Labat-Gest                 | PSU                  | 648    | 2,05   |  |  |  |
|                       | Henri Leveau                       | MRG                  | 596    | 1,89   |  |  |  |
|                       | Catherine Darney                   | PFN                  | 375    | 1,19   |  |  |  |
|                       | François Morvan                    | Extrême gauche (CCA) | 184    | 0,58   |  |  |  |
|                       |                                    |                      |        |        |  |  |  |
| Inscrits              | Inscrits                           | Inscrits             | 50 065 | 100,00 |  |  |  |
| Abstentions           | Abstentions                        | Abstentions          | 18 183 | 36,32  |  |  |  |
| Votants               | Votants                            | Votants              | 31 882 | 63,68  |  |  |  |
| Blancs et nuls        | Blancs et nuls                     | Blancs et nuls       | 296    | 0,93   |  |  |  |
| Exprimés              | Exprimés                           | Exprimés             | 31 586 | 99,07  |  |  |  |
| Source : Data.gouv.fr |                                    |                      |        |        |  |  |  |

Le suppléant de Claude-Gérard Marcus était Claude Challal, imprimeur, conseiller de Paris, conseiller régional.